# Just Be Free
Just Be Free — неофициальный альбом Кристины Агилеры, состоящий из песен, записанных ею в возрасте 14-15 лет. Альбом никогда не предназначался для официального релиза, вышел в 2001 году.

## Об альбоме
В 2001 году, когда имя Кристины Агилеры было известно в каждой семье, на полках магазинов появился альбом Just Be Free. Оказалось, что это ранние записи Агилеры попали в руки немецкому лейблу Warlock и, они, воспользовавшись громким именем Агилеры, выпустили эти записи как альбом. RCA Records стало известно об этом, и они официально посоветовали поклонникам не покупать этот альбом, так как этот релиз был несанкционированный. А Агилера тем временем подала иск против лейбла, с просьбой не выпускать официально альбом. Она утверждала, что на альбоме собраны её ранние записи, которые не соответствуют тому качеству музыки, которую она производит сейчас.
Агилера проиграла дело, и альбом все-таки был официально выпущен. На обложке альбома была фотография Кристины, когда ей было 15 лет. Также альбом включает персональную аннотацию Агилеры.

## Список композиций
Слова и музыка всех песен — Bob Allecca, Michael Brown and Christina Aguilera, except where noted.
| №   | Название                                                 | Длительность |
| --- | -------------------------------------------------------- | ------------ |
| 1.  | «Just Be Free»                                           | 3:43         |
| 2.  | «By Your Side»                                           | 4:07         |
| 3.  | «Move It»                                                | 3:44         |
| 4.  | «Our Day Will Come» (writers: Mort Garson, Bob Hilliard) | 4:05         |
| 5.  | «Believe Me»                                             | 4:17         |
| 6.  | «Make Me Happy» (writers: LaForest Cope, Michael Brown)  | 3:54         |
| 7.  | «Dream a Dream»                                          | 4:51         |
| 8.  | «The Way You Talk to Me»                                 | 3:37         |
| 9.  | «Running out of Time»                                    | 4:05         |
| 10. | «Move It» (Dance Mix)                                    | 3:55         |
| 11. | «Believe Me» (Dance Remix)                               | 4:36         |
| 12. | «Se Libre» (Just Be Free Spanish Version)                | 3:41         |

## Чарты
| Чарт(2001)         | Пиковая позиция | Продажи |
| ------------------ | --------------- | ------- |
| U.S. Billboard 200 | 71              | 128,000 |